# ریویلگانج
ریویلگانج (به انگلیسی: Revelganj) یک منطقهٔ مسکونی در هند است که در بخش ساران (هند) واقع شده‌است. ریویلگانج ۳۹٬۰۳۹ نفر جمعیت دارد و ۵۲ متر بالاتر از سطح دریا واقع شده‌است.